# Odesszai terület
Az Odesszai terület (ukránul: Одеська  область, [Odeszka oblaszty]) közigazgatási egység Ukrajna délnyugati részén, székhelye Odessza. Területe 33,31 ezer km², az ország legnagyobb régiója, népessége 2 millió 360,4 ezer fő (2012), a régiók között a 6. legnépesebb. Városi lakosság 1592,6 ezer fő, a vidéki népesség 794,7 ezer fő. 1932. február 27-én hozták létre.

## Földrajz
Történelmi területei a Dnyesztertől keletre fekvő területe Jedisan, nyugatra fekvő pedig Budzsák, amely Besszarábia déli része.
Északkeleten a Déli-Bug folyó választja el a Kirovohradi területtől. Északon a Vinnicjai terület, nyugaton Moldova, keleten a Mikolajivi terület, délen Románia határolja, valamint a Fekete-tenger mossa a partjait.

## Közigazgatás
Az Odesszai Területi Tanács 120 képviselőből áll. (Címe: Odessza Sevcseenka sugárút 4, (проспект Шевченка 4, 65032 м. Одеса)). Vezetője Eduard Matvijcsuk kormányzó (2012). Az Odesszai Terület postai irányítószáma: 65000-68999. A telefon területi előhívószáma: 380-48.
Városai és népességük:
- Odessza – 979 263 fő
- Izmajil – 76 402 fő
- Csornomorszk – 60 055 fő.
- Bilhorod-Dnyisztrovszkij – 50 017
- Podilszk Подільськ  39 741 fő
- Juzsne Южне 29 019 fő
- Kilija Кілія 20 679 fő. Egyéb neve: Chilia (Nouă)
- Renyi Рені  19 152 fő.
- Balta Балта  19 072 fő
- Rozgyilna Роздільна  17 264 fő
- Bolhrad Болград  14 945 fő
- Arciz Арциз 14 910 fő. Egyéb neve: Arzis
- Biljajivka Біляївка 12 570 fő
- Ovidiopol  Овідіополь  11 432 fő
- Velikodolinszke Великодолинське  11 096 fő
- Tatarbunari Татарбунари 10672 fő
- Teplodar Теплодар  10066 fő
- Berezivka Березівка  9446 fő. Egyéb neve: Berjozovka
- Ljubasivka Любашівка  9359 fő
- Kodima Кодима 8896 fő
- Ananyjiv Ананьїв  8690 fő
- Vilkove Вилкове  8282 fő.[8]

## Népesség
- ukrán 62,8%
- orosz 20,7%
- bolgár 6,1%
- moldáv 5,0%
- gagaguz 1,1%
- zsidó 0,6%
- belorusz 0,5%
- örmény  0,3%
- cigány 0,2%
- lengyel 0,1%
- tatár 0,1%
- német 0,1%
- albán 0,1%.[9]

## Gazdaság
Az ipar szerkezete 2010-ben:
Élelmiszeripar 26,2%,
Kőolajipar 24%,
Energiaipar, víz és gáz feldolgozás és kezelés 15,3%,
Vegyi és petrolkémiai ipar 14,6%,
Fémipari termékek gyártása 7,3%,
Építőanyagok előállítása 1,5%.

## Közlekedés
Légi Közlekedés: Repülőterei Odesszai nemzetközi Repülőtér, Izmajil repülőtér használaton kívül.
Vízi közlekedés: Főbb kereskedelmi kikötői: Odessza (2011-ben a régió forgalmának a 65%-át adta), Illicsivszk, Izmajil, Reni. Dunai kikötők: Izmajil, Reni és Uszt-Duna.
A teherforgalomban 2010-ben  vasút részesedése 78,2%, a közúté  12,2% és  10,7% a vízi teherforgalomé.  A személyforgalomban a  vasút részesedése 10,7%, a közúté 61,6%.
A közúthálózat az odesszai régióban 8303,95 km, ebből 9,4% országos jelentőségű.

## Idegenforgalom
A területen található szálláshelyek jelentős része a 258 szállodában, 708 egészségügyi létesítményben illetve  szanatóriumban és 55 gyógyüdülőben találhatók.  A terület turizmusában jelentős a Fekete-tengeri luxushajókon érkező turisták száma.